# Christoph Fastl
Christoph Fastl, magyarosan: Fastl Kristóf (Kallstroff, Stájerország, 1735. április 18. – ?) német jezsuita rendi pap, tanár.

## Élete
1762-ben Grazban lépett a rendbe; a három próbaév eltelte után Grazban egy évig a szónoklattant tanította; azután hitszónok volt Judenburgban, Pozsonyban, Budán és Klagenfurtban, ahol a rend föloszlatásáig (1773.) működött.

## Munkái
- Budavár visszavétele évfordulóján tartott német beszéd. Buda, 1767